# Annie Chapman
Annie Chapman (september 1841 - 8. september 1888) var det andet af ofrene for den uidentificerede seriemorder Jack the Ripper, som dræbte og maltrakterede flere kvinder i Whitechapel i London i sensommeren og i efteråret 1888.

## Biografi
Annie Chapman blev født som Annie Eliza Smith og var datter af George Smith og Ruth Chapman. Hun giftede sig med kusken John Chapman 1. maj 1869 og parret havde tre børn. I 1881 flyttede familien til Windsor, hvor John Chapman havde fundet arbejde som kusk. Parret blev separeret i 1884 af uklare årsager. Begge ægtefæller havde et alkoholmisbrug, Annie havde flere gange været arresteret for druk og Johannes døde af alkoholrelaterede skader blot to år efter. Efter separationen levede Annie Chapman af det hustrubidrag hendes ex-mand sendte hende, men efter hendes mands død i 1886, forsørgede hun sig ved blomstersalg og prostitution.
På tidspunktet for sin død boede Chapman i et indkvarterings-hus ved 35 Dorset Street i Spitalfields. Hun havde i nogen tid et forhold til bygningsarbejder Edward Stanley, der undertiden betalte hendes husleje på betingelse af, at udlejeren ikke lod hende have selskab af kunder.